# Candy Candy
Candy Candy (キャンディ・キャンディ) é nome de um livro, mangá e anime japonês escrita por Kyoko Mizuki e desenhada por Yumiko Igarashi.
A mangá foi publicada originalmente entre 5 de Outubro de 1975 e 25 de Fevereiro de 1979, pela editora Kodansha, na colecção da revista Nakayoshi, em 9 volumes.
A série de anime foi exibida no Japão entre 1 de Outubro de 1976 e 2 de Fevereiro de 1979, produzida pelos estúdios Toei Doga e exibida no canal Nippon Educational Television (NET), com 115 episódios. O anime rendeu a emissora 45 milhões de dólares em merchandise e aumentou as vendas do mangá em 1 milhão de cópias, tal sucesso a fez investir na série Sailor Moon.
A história é sobre uma menina abandonada e suas aventuras pela vida e afora, os eventos acontecem entre a infância e adolescência da protagonista e o anime deixa incerto se eles datam durante a Primeira Guerra Mundial ou a Segunda Guerra Mundial.

## Sinopse
- Fonte: [7]

Candy é uma órfã, que foi abandonada junto com outra criança, chamada Annie, em frente  de um orfanato chamado Casa Pony (Pony's Home), no Estado do Michigan, nos Estados Unidos. Ela é uma menina extrovertida, o oposto da sua melhor amiga, Annie. Aos 12 anos, quando Annie é adotada, forçando a separação das duas, a vida de Candy muda completamente. Ainda desgostosa com a separação, Candy tem um encontro com um menino, que vestia-se de escocês, e tocava uma gaita de foles, o qual ela passa a chamar de “Príncipe da Colina”. Candy é adotada logo na sequencia, pelo importante e rico clã dos Audrey, para ser dama de companhia da filha mais velha do casal, Eliza. Essa família é composta por gente vil, mesquinha e que sempre a trata mal. Nessa época ela reencontra com Annie que também fora adotada por uma família rica e importante, devido a isso ela renega o seu passado e evita Candy inicialmente. Mas nem tudo corre mal, Candy conhece e apaixona-se por Anthony, um vizinho dos Legans e que é bem parecido com o Príncipe da Colina, e começa uma amizade com os seus primos Archibald (Archie) e Stair.
Já na casa dos Leagans, Neil e Eliza tramam para cima de Candy, fazendo com que ela seja acusada de roubo. Por conta disso é forçada a ir trabalhar em uma fazenda dos Leagans, no México. Antes de sua chegada ao país, ela é resgatada e adotada pelo chefe da família Andrey (Andrew), tio dos 3 rapazes, Anthony, Archie e Stair. Mas a tragédia atinge a família Andrey e Anthony morre num acidente de cavalo. Desgostosa, Candy passa  férias no Lar da Paula para mais tarde ir estudar com os primos num colégio interno na Inglaterra, chamado Colégio de São Paulo (St. Paul's).
No colégio, Candy inicia uma relação turbulenta com o rebelde da escola, Terry Grandchester, mas ambos se apaixonam um pelo outro. Annie também frequenta o colégio, onde também estão Neil e Eliza. O passado de Annie é desvendado e Candy, Annie, Archie, Stair e a nova amiga Patrícia (Patty) formam um grupo de amigos. Ao tentar resolver um problema de Patrícia, Candy descobre que o tratador do Jardim Zoológico local é o velho conhecido Sr. Albert (Mr. Albert), que se torna num grande apoio.
Por ter inveja de Candy e também ser apaixonada por Terry, mais uma vez Eliza cria uma armadilha cruel para assim separar ambos. Candy é expulsa do colégio porém Terry, graças as generosas contribuições do pai junto ao colégio, recebe apenas um castigo. Mesmo assim, não aceita e vai embora do colégio, já que os dois não poderiam continuar ali por conta da reputação do colégio. Após isso, Candy começa a refletir se aquilo era realmente o que ela queria para sua vida, ser educada para ser uma dama junto a sociedade. Resolve fugir do colégio indo ao encontro de Terry. A viagem de Candy passa por inúmeras peripécias, atravessando o Oceano Atlântico como clandestina. De volta aos Estados Unidos, Candy volta ao Lar da Paula para saber que Terry a precedeu por meras horas. Após uma estadia ajudando no orfanato, Candy decide voltar aos estudos, mas desta vez para se tornar enfermeira.
Candy vai para a Escola de Enfermagem Mary Jane, uma velha colega da Senhorita Pony, onde partilha o quarto com a fria Franny e aprende a ser mais séria e responsável. A I Guerra Mundial estoura na Europa, Archie, Stair e Annie regressam aos Estados Unidos, trazendo com eles Patrícia. Surge um doente misterioso no hospital, que ela descobre ser Albert. Ao cuidar dele, Candy quebra as regras injustas do hospital e é despedida. Ela aluga um pequeno apartamento com Albert onde cuida dele, que está amnésico, e ajuda um médico local.
Terry surge na cidade como ator numa companhia de teatro, mas mesmo assim Candy não consegue se encontrar com ele. Os dois estabelecem contato através de cartas e Terry a convida para ir à estreia de Romeu e Julieta, em Nova Iorque, na qual ele interpreta Romeu. Mas o seu par, a atriz Susanna Marlowe, que interpreta a Julieta, sofre um grave acidente e, apesar de Terry receber Candy com carinho e cortesia, percebe algo estranho. No dia da apresentação, ela descobre que Suzanna perdeu uma perna em um acidente para salvar a vida de Terry, e que o mesmo estava sendo chantageado por ela e sua mãe para casar-se com Suzanna. Ela resolve abrir mão de seu amor para que Terry possa cuidar de Suzanna.
O tempo passa e Albert começa a desaparecer misteriosamente. Entretanto, do nada, Neil  apaixona-se por Candy e a assedia de forma a obrigá-la a casar-se com ele. Contrariada Candy vai à festa de noivado, na esperança de conseguir impedir o casamento através do Tio-Avo Willian, o seu tutor. Ao conhecer finalmente o Tio Willian, Candy descobre que ele não é senão… o seu grande amigo Albert !

## Cinema e série de TV
Em 1981, um filme foi produzido por Chu-ji Choi, dirigido por In-hyeon Choi e escrito por Man Izawa. Shin-hie Choi estrela, ao lado de Do-hie Kim, Hyo-jeong Eom, Bo-geun Song e Eun-suk Yu. Devido a problemas de licenciamento, o filme só foi lançado no mercado interno. Sinemart, uma das maiores produtoras da Indonésia fez uma narrativa moderna de Candy Candy com a série dramática Candy produzida por Leo Sutanto e dirigida por Widi Wijaya que foi ao ar no canal RCTI em 2007, estrelando Rachel Amanda, Nimaz Dewantary, Lucky Perdana e Bobby Joseph.

## Exibição no Brasil e em Portugal
Candy Candy chegou ao Brasil no início da década de 1980 quando estreou na TV Record, sendo exibida em vários horários, até de madrugada, mas como a emissora adquiriu poucos episódios do anime, acabava recorrendo às reprises para rechear sua programação. Tempos depois, passou a ser exibido no Clube da Criança da Rede Manchete.
Estreou em Portugal em 1983 na RTP 1. foi cancelada em novembro de 1984 por alegada "excessiva violência psicológica", tendo sido emitida até ao episódio 53.[carece de fontes?] Os temas de abertura e encerramento não foram dobrados, mas mantidos em japonês e algumas vezes apenas o instrumental.[carece de fontes?] Foi um dos primeiros anime a ser dobrado em Portugal a partir da versão original japonesa, juntamente com o Bell e Sebastião e Conan, O Rapaz do Futuro (este último foi transmitido em japonês com legendas), embora nos anos 70 e início dos anos 80 muitos anime já tivessem chegado a Portugal, mas estes foram na sua maioria dobrados da versão espanhola (Marco dos Apeninos aos Andes, Jacky, O Urso de Tallac, Bana e Flapi, O Pequeno Urso Misha, As Aventuras de Tom Sawyer) ou transmitidos em alemão com legendas (Vickie, o Viking).

## Personagens Principais
Fonte:
Candice "Candy" White Andrew : A protagonista da série: uma menina loira, doce, com sardas que vive no orfanato “Lar da Pony”. Foi abandonada no orfanato e deixada aos cuidados da Srta. Pony e da Irmã Maria. Candy cresce com as outras crianças do orfanato, como uma garota trabalhadora, bom caráter, corajosa, alegre e generosa. Candy é muito perseverante e resiliente, nunca desiste de nada, independente da adversidade que encontra, uma razão pela qual seus amigos a admiram e a amam. Está sempre disposta a fazer qualquer coisa por eles. A série segue sua vida, desde o nascimento até cerca de vinte anos
Annie Brighton: amiga do coração, nascida (ou melhor "encontrada") no mesmo dia e cresceu com ela por dez anos. Tímida e reservada, é adotada por um casal de nobres americanos, de sobrenome Brighton. Apesar das longas separações, Annie continua a ser a amizade mais importante para Candy em toda a série. Por temperamento sua personagem é um pouco a contrapartida da protagonista: embora as meninas estão unidos por uma bondade inesgotável, Candy é dinâmica, extrovertida, independente, às vezes rebelde, já Annie é tímida, melancólica, conformista e insegura. Tende regularmente a buscar o apoio de outros: da própria Candy, da família adotiva e, finalmente, de Archie, com quem acabará se casando. Apenas no final da série mostra que amadureceu e esta pronta para enfrentar a vida a sério: Foi para Grey Town com o namorado Archie, ambos arregaçando as mangas, fazendo juntamente com Candy uma refeição para os 100 trabalhadores da ferrovia.
Anthony Brown Andrew : menino de origem nobre, primo de Archie e Stear. Candy também se apaixona por ele por causa da semelhança com o "Príncipe da Colina". Sua paixão é o cultivo de rosas. Como Candy, é um personagem completamente positivo, mas ao contrário dela, por sua condição de garoto rico, não conhece muito do mundo de fora, porém após conhecer Candy ele não tem medo de participar de eventos não aristocratas (como brigas com Tom, ou o rodeio de cowboys, onde ele também consegue vencer). Ele ainda está ansioso para experimentar as experiências reais da vida, entrando sempre em conflito com a Tia Elroy por conta disso. Anthony é um jovem gentil, sensível e justo. Um dia, saindo com Candy, em uma caça à raposa, morre ao cair do cavalo em que estava.
Archibald (Archie) Cornwell : um garoto inteligente, mesmo que às vezes um pouco frívolo, de uma família rica e nobre e amigo de Candy. Por um curto período de tempo ela se apaixona por ela, mas ela acaba se apaixonando por Annie, que acabará se casando.
Alistear "Stear" Cornwell : primo de Anthony e irmão mais velho de Archie; bem apreciado por todos, muito simpático e com o hobby de invenções (algumas além da tecnologia da época), ele encontrará o amor no colégio St Pablo em Paty O´Brien. Mais tarde, ele se alistará como piloto de aviação, terminando, infelizmente, abatido durante a Primeira Guerra Mundial
Tia Elroy : Matriarca da família Andrew, muito rigorosa e intransigente. Ela é a irmã do pai do falecido Albert (que acaba no final ser o tão nomeado "Tio William"): apesar dele ser a verdadeira cabeça da família. Sua relação com Candy, é difícil, pois nunca aceitou que ela fosse adotada pelos Andrew, e fica mais comprometida após a morte de Anthony e pelas maldades de Eliza.
Terrence " Terry " Graham Grandchester:. Ele é filho da famosa atriz americana Eleanor Baker e do duque de Grandchester da Inglaterra. Aos 16 anos, Terry estava voltando da América para ver sua mãe quando conheceu Candy no barco Mauritenia a caminho de Londres. Terry entra no Real Colegio San Pablo, onde pouco a pouco Candy rouba seu coração. Terry briga constantemente, mais comumente com Archie; ja que os dois amam Candy. Ele fuma, fica bêbado e não gosta nenhum pouco de seguir regras. Terry pode parecer rebelde, frio e insensível, mas na realidade sofre porque não tem uma família de verdade e porque sua madrasta constantemente o ofende e humilha a ele e a sua mãe biológica; apesar de tudo, Terry tem um bom coração, é valente, determinado, ousado e é direto em suas opiniões algo que muitos não gostam, especialmente Candy. Terry foi o segundo amor de Candy. Depois de deixar a escola, Terry se torna um ator da Broadway. Terry foi forçado a terminar com Candy para se casar com a atriz Susana Marlowe, que perdeu uma perna, quando esta o salva de uma queda das luzes do teatro.
Albert ( William Albert Ardley ) - Albert é um jovem que gosta da vida simples e da natureza, ela adora viajar e interagir com os animais, graças o qual se da muito bem com Candy . Também é uma pessoa de caráter maduro e convicções firmes. À medida que o tempo passa, ele viaja por diferentes cidades e países, e acaba constantemente se encontrando com Candy . Na verdade, é o tio vovô William e o príncipe da colina: seu nome é William Albert. Em uma idade muito precoce torna-se o chefe da família Ardley depois de seus pais e sua irmã, Rosemary (Albert é o tio de Anthony) morrerem, deixando-o como o único herdeiro. É a tia avó Elroy que não permite que ele revele sua identidade, e é por isso que todo mundo a conhece como "Albert".
Eliza Leagan : É uma típica figura antagonista, totalmente desprovida de implicações positivas. Procura sempre fazer da vida de Candy um inferno,pois no fundo tem muita inveja dela, pelo fato de ser muito querida e estimada por todos por onde passa e também por causa de Anthony e depois por Terry
Neal Leagan : irmão de Eliza, também pérfido; comparado a sua irmã, ele parece mais grosseiro e menos esperto, além de covarde. Ele tem pavor de Terry, de quem muitas vezes acaba apanhando. No final da série ele se apaixona por Candy, tentando forçá-la a se casar com ele com a cumplicidade de parentes.
Sra. Leagan : nobre que apoia seus filhos no que eles fazem e detesta Candy desde o início. Bondade ostensiva para com ela apenas no final da série, para apoiar Neal no amor com a garota. A mudança de atitude, no entanto, esconde outra intenção sutil, sugerida por Eliza: colocar as mãos em algum patrimônio considerável dos Andrew, depois da disseminação de notícias (falsas) de que o tio William (aparentemente com problemas de saúde) teria pouco tempo de vida.
Sr. Leagan : pai de Neal e Eliza. Gerente de banco em Chicago na rede de instituições de crédito pertencentes à família Andrew, é o único membro da família que respeita Candy, mas tende a não tomar posições e é muitas vezes ausente.

## Personagens Lar da Pony
- Fonte:[12]

Senhorita Pony : uma sábia senhora de meia-idade que dedica sua vida aos órfãos da casa homônima junto com a Irmã Maria. (Sister Lane)
Irmã Maria (Sister Lane) : jovem freira assistente de Miss Pony.
Tom : Amigo de infância de Candy e Annie, criado com eles na casa de Pony, é adotado pelo sr. Steve; ele conhece Anthony e uma pequena briga surge entre os dois, mas depois os dois se tornam bons amigos. Aparece regularmente durante a série: nunca deixa de visitar periodicamente o orfanato para saudar as crianças e ajudar seus benfeitores em caso de necessidade. Torna-se um excelente vaqueiro.
Daisy : Órfão da casa Pony que sofre de hemofilia. Graças a Candy, ela encontra coragem para desafiar sua doença, brincando com todas as outras crianças;
Jimmy : Outro órfão da casa Pony. Depois de Tom é o maior dos meninos e recolhe "o legado" de Candy como "cabeça" das crianças, quando ela se mudou para a residência dos Leagan. Posteriormente, é adotado pelo sr.. Cartwright, tornando-se um caubói habilidoso. Depois de ver alguns soldados realizando um treinamento militar próximo ao seu rancho, o mesmo decide que quer se tornar um soldado para combater na guerra. Graças à fuga de alguns animais que colocam em sério perigo a vida de seu pai, acaba mudando de ideia, entendendo que seu verdadeiro caminho é a continuação da atividade do pai.
John : Órfão da casa do pônei. Após a adoção de Jimmy pelo Sr. Cartwright toma o seu lugar como a "cabeça" das outras crianças. Entre estes, aqueles que são mais "leais" são chamados Sam e Milly.
Bob : uma das últimas chegadas entre as crianças do orfanato. É uma criança que tem um hábito bastante incomum: toda vez que é chamado à atenção por alguém, ele constrói uma cruz e escreve o nome daquele que o chamou a atenção e depois a planta no solo como um enterro. A senhorita Pony e a irmã Maria não o atrapalham, porque é graças a esse sistema que ele aprende a escrever.
Sr. Marsh : carteiro sênior da Casa Pony.

## Personagens Escola St Paul
- Fonte:[12]

Patricia "Patty" O'Brien : uma menina tímida de óculos, que Candy conhece na Escola St Paul e da qual Stear se apaixona. Depois de Annie Brighton, pode se considerar a melhor amiga da protagonista. Após a morte trágica de seu amado, ela se mudou para a Flórida junto com sua avó Martha.
Irmã Grey : Madre Superiora e Diretora Estrita do Royal St. Paul School College, onde Candy, Terence, Annie, Archie, Stear, Patty, Neal e Eliza estudam. Mantém o bom nome e o prestígio da escola mais do que qualquer outra coisa no mundo; sua intransigência parece vacilar diante das doações generosas concedidas pelo Duque de Granchester, mas em algumas ocasiões ele também sabe ser magnânimo e compreensivo.
Irmã Margaret : A assistente da irmã Gray,. Sua responsabilidade é dos alunos da escola de verão na Escócia, onde passam as férias.
Irmã Chris : professora da Royal St. Paul School: fria e desapegada, é principalmente ela que dá aulas às meninas.
Mark : um menino que reside no Castelo Granchester na Escócia, lidando com animais (especialmente ovelhas). Terence considera-o quase como um irmão mais novo. Ele é o filho de Katherine, uma empregada da Royal St. Paul School
Louise : Aluna da Royal St. Paul School, amiga de Eliza, sempre aprontando coisas ruins para Candy. Arrogante, traiçoeira e esnobe como Eliza, ela vai passar por um duro golpe: a família passara por uma grave crise financeira e ela terá que deixar a escola por conta de seus pais não terem mais condições de paga-la.
Katherine: Empregada da Royal St. Paul School, que trabalha durante a temporada de verão no Castelo Granchester na Escócia. É a mãe de Mark.
Martha: A avó vivaz de Patty O'Brien. É uma excelente violinista,e que mais tarde revela ser uma velhinha com extraordinária força e determinação, não aceitando suas limitações por ter uma idade avançada. Inconformista e sempre cheio de iniciativa, acaba tendo três empregos ao mesmo tempo, um dos quais é muito pesado: Faxineira no hospital, um membro da equipe de cozinha em um restaurante (o mesmo onde Albert é empregado como lavador de louça) e trabalhadora braçal na construção de uma estrada, onde você ganha estima, respeito e admiração de todos os colegas do sexo masculino. É uma das figuras mais positivos, engraçado e divertido toda a série.

## Personagens Escola de Enfermagem
- Fonte:[12]

Mary Jane : diretora da escola de enfermagem homônima do St. Joseph's Hospital e velha amiga de Miss Pony; aparentemente ríspida, vai gostar muito de Candy
Flanny Hamilton : parceira de Candy no curso de enfermagem na Escola Mary Jane , as duas também compartilham o mesmo quarto. Aparentemente muito rígida, porém muito leal e profissional. Sua frieza se deve à amargura da vida e à total falta de interesse de sua família, mas na realidade ela tem um coração generoso. Ela demonstrará isso quando, depois de ser reconhecido como o melhor aluna do curso, ela decidir partir para a frente como uma voluntária da Cruz Vermelha na Primeira Guerra Mundial
Eleanor Mancy, Judy Neta e Nathalie Vince : companheiras de Candy e Flanny no curso de enfermagem.

## Personagens Secundários
- Fonte:[12]

Senhores, Brighton: Os pais adotivos de Annie. São duas boas pessoas que fazem parte da alta burguesia, que infelizmente perderam o primogênito. A primeira reunião com o Sr. Brighton tem lugar em uma casa não muito longe da casa de Pony, onde as duas meninas são conduzidas depois de cair em um rio e Annie permanece uma vez, embora inicialmente a saudade por sua amiga Candy é maior e acaba voltando ao orfanato. Na próxima reunião mensal, no entanto, ela é adotada pelo casal Brighton. A sua mãe adotiva quer a todo o custo, pelo menos no início, tentar esconder todas as origens humildes da menina, especialmente quando ela se juntou ao Real St.Paul School.
Sr. Brown : viúvo, pai de Anthony, é visto apenas no episódio 26. Dele pouco se sabe: tem cabelos grisalhos e bigode,
Sra. Rosemary Brown-Andrew: mãe de Anthony, irmã do tio William, que morreu quando seu filho ainda era muito jovem; Só pode vê-la em alguns flashbacks.
Duque de Grandchester: Um nobre aristocrático inglês, divorciado de sua primeira esposa: a atriz Eleanor Baker. Casou-se em segundo casamento com uma mulher aristocrática, muito feia e excessivamente azeda, de quem tinha outros filhos. Ele é o pai de Terence, mas os dois têm um relacionamento muito ruim e muito conflituoso. A insensibilidade do pai levará o jovem a deixar para sempre a Royal St. Paul School e a Inglaterra, renunciando definitivamente a qualquer privilégio atribuível à sua família.
Eleanor Baker : importante atriz americana, mãe de Terence.
Dorothy : Jovem doce, criada da família Leagan e amiga de Candy cujo serviço entrará por ordem do Sr. William, logo após a adoção pela família Andrew.
Tag : Jovem cozinheiro da família Legan, ensina Candy como fazer pão e cozinhar.
Mary : a governanta dos Leagan, que ensina a Candy o básico do trabalho doméstico. 
Sr. Steve : dono de uma fazenda perto da casa de Pony, adota Tom no primeiro episódio da série. Apesar de ser um "homem realmente duro", ele ama o garoto desde o primeiro encontro e o filho sempre retribuirá generosamente esse carinho. Ele tem pavor dos médicos; sabemos que ele é casado, mas na realidade sua esposa nunca é vista durante a história.
Sr. Garçia : rancheiro da propriedade dos Leagans no México, aparentemente sombrio, insensível e violento. Durante a viagem, no entanto, ele tem uma maneira de se apegar a Candy e protege-a do ataque de três bandidos. Nada, no entanto, pode ser feito quando a garota é "levada" para ser trazida de volta (por ordem do Sr. George, que neste caso age em nome de Andrew sem o conhecimento deles). 
Walter : um homem pobre forçado (em nome de uma dívida antiga) a abandonar a sua propriedade e mover-se com sua família para a fazenda dos Leagan no México. Junto com sua esposa e quatro filhos, no entanto, ele é ajudado por Candy para voltar ao seu rancho. Para conseguir isso, a menina não hesita em vender o que está a levar o mais precioso: o vaso de rosas dadas a ela pelo querido Anthony.
Sr. Carson : um fazendeiro viúvo, pai de três filhos, em cuja casa Candy para por alguns dias. Inicialmente, é muito grosseiro e rude: parece estar zangado com o mundo, especialmente com o médico da aldeia vizinha, culpando esse por achar que fora o culpado pela morte de sua esposa. Na verdade, é apenas a dor da perda que causar tanta raiva. Muda de atitude depois que Candy cuida de sua filha Susy, que contraiu sarampo
Sam, Jeff e Susy : filhos do Sr. Carson, a quem Candy está hospedada em sua casa por alguns dias, depois da despedida da Royal St. Paul School. A menininha contrai sarampo, mas graças aos cuidados de Candy, ela se recupera. É a partir daí que Candy começa a mostrar seus dons como futura enfermeira.
Sr. George : um homem de confiança da família Andrew, secretário pessoal do Sr. William de quem ele muitas vezes toma o seu lugar.
Sam : Emissário do Sr. George, "sequestra" Candy quando ela está indo para o México.
Capitão Walls : capitão do transatlântico que  Candy viaja para Londres e onde ela conhece Terence pela primeira vez. Ele não hesita em mudar de rumo para o navio, a fim de prestar assistência a alguns sobreviventes, apesar da ordem contrária da companhia de navegação, advertida pelo nervoso Sr. Stafford, um dos acionistas majoritários presentes a bordo.
Mr. Flanagan: rico e excêntrico presidente de uma importante empresa em Washington com uma paixão inata por árvores, na qual ele consegue escalar de uma maneira incrível apesar da idade avançada, usando sua bengala. Ele está de olho na grande árvore da casa Pony e está disposto a fazer qualquer coisa para tirá-lo: o mesmo chega a ameaçar demolir o orfanato para construção de moradia e para garantir que o objeto de seu desejo. Um achado inteligente de Candy, que junto com todas as outras crianças tingiram a camada de galhos mais baixos com amarelo, fazendo o homem acreditar que a majestosa planta está morrendo e inicialmente parece convencido a deixá-la. Uma chuva repentina, no entanto, lava a pintura, restabelecendo a intenção original do velho. No entanto, a pequena Patty, um dos órfãos conseguiu subir nos galhos mais altos, chora e se desespera, gritando que nunca deixaria "seu pai". Flanagan aprende, assim, que todas as crianças consideram a árvore como o pai que nunca tiveram e renuncia definitivamente a seu propósito.
Sr. Cartwright : um homem idoso e rico com quem as pessoas do orfanato costumam lidar. Ele é o proprietário de uma propriedade agrícola com gado adjacente, bem como toda a área onde fica o orfanato (que, a princípio, parece querer retomar, demolindo o prédio), incluindo a Grande Árvore. Prova ter um coração de ouro e será sempre generoso para com as crianças, especialmente Jimmy, que adotará mais tarde.
Arnold : pastor sênior que hospeda Candy na primeira noite imediatamente após a fuga da Royal St. Paul School. A menina tinha inicialmente subido sem o conhecimento do homem na parte de trás da carroça que ele levava, na esperança de chegar ao porto de Southampton. Na realidade, o veículo foi direcionado para Dover: por esse motivo, no dia seguinte, ela deve seguir em frente na direção oposta.
Tony Chucklies : uma criança que é aparece no Hospital Santa Joanna à noite para furtar um remédio caro para curar sua mãe (doente de coração) e impedi-la de voltar ao hospital. Para este fim, ele finge ser um pequeno paciente internado do hospital, que gosta muito de jogar poker. Inicialmente é confundido com o fantasma de um bebê falecido de pneumonia algum tempo antes, mas no final o arcano é descoberto. Sua tentativa é apenas parcialmente bem sucedida, porque ele se engana e pega um frasco de outro medicamento, que é quase um veneno para sua mãe. Candy e o prof. Bobson felizmente conseguem salvar a mulher que estava quase morta por conta da ingestão do medicamento.
Prof. Bobson : chefe de cirurgia no Hospital São Joanna, bem como professor muito rigoroso da escola anexa de enfermagem. Com sua intervenção evita entregar Charlie Sanders pela polícia, profissional e humano provando ao mesmo tempo, sensível e atento aos problemas de pessoas em necessidade. Com ele Candy entra pela primeira vez na sala de cirurgia, em uma tentativa (bem sucedida) de salvar a mãe de Tony Chucklies.
Diana : Menina de 8 anos, filha de um latifundiário do sr. Steve. Quando esse começa a ter medo de morrer, encorajando o filho adotivo a criar uma família e a se estabelecer, ele faz acordos com o pai de Diana, para que ela se torne noiva de Tom. O menino, no entanto, não quer ter uma esposa tão jovem e, no final, depois de um jogo de mal-entendidos em que ele ainda faz o pai adotivo acreditar que ele tenha interesse em Candy, quebra o noivado
Sr. William McGregor : velho nobre seriamente doente. Internado no Hospital St. Joseph e, inicialmente, muito rude, é o terror de enfermeiros e médicos. No momento da admissão, Candy (conhecendo apenas o primeiro nome) acredita que é seu benfeitor e cuida dele carinhosamente, apesar do homem fazer tudo para ser chato. Lentamente, no entanto, a relação entre os dois melhora e a menina entende como, na realidade, sob essa casca dura, o homem esconde um grande coração. Ele é muito ligado a Mina, sua cachorra São Bernardo que Candy consegue levar ao seu leito para tentar fazê-lo se sentir melhor. Quando o velho morre pacificamente durante um passeio no jardim do hospital, ele deixa um grande vazio na jovem enfermeira.
Sr e Sra Hamilton : Eles são pais de Flanny. Candy decide visitá-los, mas eles estão divididos pela pobreza e pelo álcool, apesar de administrarem um pequeno hotel. Ela tenta reconciliá-los, ilustrando as qualidades indiscutíveis da garota, que com muita coragem tomou a decisão de sair para a frente de batalha. Depois de receber a entrega de uma encomenda enviada por Flanny, contendo alguns pequenos presentes para os parentes, a senhora parece finalmente entender o espírito generoso da filha.
Dr. Lenard : É o médico sênior da aldeia perto da casa Pony. É ele quem oferece a Candy a oportunidade de servir pela primeira vez como enfermeira, ajudando-o diariamente nas visitas ao seu próprio consultório e principalmente no atendimento domiciliar. Mostra uma grande humanidade, especialmente para os pacientes mais pobres, a quem, muitas vezes e de bom grado, empresta seu tratamento gratuitamente. Trabalhando com ele, a garota finalmente entende que seu caminho é estudar para tornar-se enfermeira.
Dr. Frank : Médico do St. Joseph's Hospital, propõe a Candy para se tornar sua assistente após a formatura, reconhecendo o mérito de ser a única enfermeira capaz de lidar com o mal-humorado Mr. McGregor.
Dr. Leonard : diretor de saúde do hospital de Santa Joanna. Severo e autoritário, ele muitas vezes se choca com Candy, mas ao mesmo tempo a aprecia reconhecendo sua competência. Por essa razão, ele atribui suas atribuições de confiança e responsabilidade, enviando-a primeiro para a Flórida e depois para Gray Town. A certa altura, ele será forçado, contra sua vontade, a dispensar a moça sob pressão da sra. Legan. Na verdade, a mulher quer Candy longe de Chicago, depois de saber que seu filho Neal se apaixonou por ela. Para atingir o objetivo, ameaça de bloquear os subsídios bancários da instituição.  
Dr. Claise : também um médico, amigo do diretor de saúde de Santa Joanna, é o tio idoso de Karen que mora na Flórida, onde a jovem atriz vai após uma crise depressiva ocorrer devido à falta de atribuição do papel teatral de Julieta. Com a desculpa de ter que receber e assinar alguns documentos, para resolver a situação ele pediu especificamente ao Dr. Leonard mandou uma enfermeira capaz de motivar a sobrinha a se recuperar e voltar ao local.
Dr. Martin : um médico que administra uma clínica nos arredores de Chicago: a chamada "Clínica Feliz", onde o atendimento é dado tanto aos homens quanto aos animais. É lá que Albert é trazido depois de ser atingido por um bandido da rua. Aparentemente estranho e excêntrico o suficiente (ele também é acusado de ser um charlatão), ele frequentemente levanta o cotovelo, mas ele é um médico muito competente. Ele propõe a Candy para trabalhar para ele quando ela é demitida do hospital de Santa Joann
Susanna Marlowe : Atriz que trabalha na mesma empresa que Terence, e por quem se apaixona. Para salva-lo da queda do holofote do palco durante um ensaio, ela se joga pra cima de Terry e o salva, porém o holofote cai sobre sua perna e ela precisa ser amputada. Com isso, sua mãe culpa Terry pelo acontecido e diz a ele que teria que ficar ao lado de Susanna o resto da vida. Por essa razão, Candy terá que renunciar ao seu relacionamento com ele, permitindo que ele permaneça próximo a Susanna, para quem o jovem tem um forte sentimento de culpa.
Karen Claise : Atriz da empresa Stratford que Candy conhecerá na Flórida, tornando-se sua boa amiga. Muito charmosa, determinada e consciente de suas habilidades de interpretação, ele não aceita que Susanna Marlowe atue melhor do que ela: irá substituí-la após o acidente, na parte de Julieta Capuleto. Ela então atuará ao lado de Terence, seu parceiro. Ajudará Candy a comparecer ao show depois de outro golpe de Eliza e Neal Legan, onde eles rasgam o bilhete de entrada para o teatro de Candy .
Sr. Juskin : proprietário de um pequeno barco de carga no porto de Southampton. Candy vai até ele com uma carta de apresentação assinada pelo Sr. Carson, na esperança de encontrar um embarque para os Estados Unidos. Junto com seus marinheiros, ele ajudará a garota a subir clandestinamente na Gaivota, escondendo-a dentro de uma caixa. 
Cooky : Jovem carregador que Candy conhece no porto de Southampton, quer se tornar marinheiro e embarca clandestinamente no Seagull, um navio de transporte que vai da Inglaterra para os Estados Unidos . Antes de se tornar amigo da menina, ele também conheceu Terence, que lhe dera uma gaita. Durante a viagem ele é ferido em uma perna, mas no final ele se restabelece e é tomado como um marujo pelo Capitão Niven, que finalmente decide cuidar dele. Aparecerá mais tarde, visitando o Lar da Pony
Capitão Niven : capitão do navio mercante Seagull, onde Candy embarca clandestinamente rumo aos Estados Unidos. Não tolera imigrantes ilegais e, nem quem tenta conseguir algo sem esforço ou compromisso.
Sandra Niven : Filha do capitão Niven. Inicialmente, é uma filha revoltada devido às ausências paternas, mas depois mostra-se uma boa pessoa
Charlie Sanders : o amigo rebelde de Sandra e o companheiro de Terence durante sua adolescência. Procurado pela polícia depois de escapar da prisão juvenil, ele se joga de um trem correndo para escapar dos policiais, ferindo-se seriamente. Ele assume ilegalmente a identidade do jovem Granchester para ser internado no hospital onde Candy trabalha, para o qual ele pedirá proteção após ser operado. Ele quer mudar sua vida e tem a intenção de se juntar ao exército, mas, apesar da ajuda da garota é finalmente capturado devido a Eliza Leagan, denuncia-lo as autoridades
Boggart and Beaver : homens da tripulação do navio Seagull, respectivamente um homem negro que sofre de enjoo.
Michael : Jovem oficial médico do exército francês estacionado nos Estados Unidos, conhecido por Candy em uma festa. Eliza Leagan tem uma queda por ele, mas o menino passa a maior parte da noite com Candy, com quem ele estabelece compreensão e estima mútuas. Os dois garotos compartilham o compromisso de servir à comunidade: ele como médico e ela como enfermeira.
Dominique , conhecido como Dommy : o companheiro de Stear na patrulha aérea e seu melhor amigo no exército , perdeu a vida pouco antes dele. Ele aconselhou seu companheiro a tomar cuidado para não deixar Patty infeliz, mas o destino infelizmente será trágico.
Sr. Thomas : dono do apartamento de Chicago onde Candy se muda com Albert, depois de decidir ir morar com ele para ajudá-lo a se recuperar da amnésia. É, portanto, seu senhorio. O homem é viúvo e tem uma filha que mora na Itália, a quem ele é muito próximo e sempre preocupado, por causa da guerra.
Arthur Kerry : Jovem fugitivo, falsamente acusado de assassinato na morte de seu ex-empregador, que na verdade morreu devido a um acidente durante uma briga entre os dois, na verdade, o homem é atingido na cabeça por uma caixa pesada. Ele é o irmão gêmeo do Dr. Kerry, um médico voluntário da ferrovia Grey Town. Em busca de sua irmã (que nesse meio tempo esteve em seu rastro depois de ter notado um aviso de procurado emitido contra ele), ele acaba refugiando-se no canteiro de obras, onde é contratado como trabalhador. Ele estudou medicina veterinária e graças a isso ele consegue salvar McKinley, o cão do capataz Nelson. Embora inocente, decidirá se entregar para evitar coisas piores.
Mario, Roy e Thompson : três homens pertencentes ao grupo de trabalhadores da Cidade Cinza
Margot : Cozinheira da estação de Grey Town, mãe de Belle. Acusada de matar o ex marido, um alcoólatra que sempre batia nela e na filha. È levada presa para a cidade pelo xerife que chegou ao local em busca de Arthur Kerry, apesar de não encontrar o último. A queixa inicial se deu após Eliza Leagan, ter lido secretamente o rascunho de uma carta confidencial que Archie tinha enviado para Candy, pelo qual lhe informou que ele conheceu o jovem. No Final Margot é julgada, absolvida e acaba voltando para a estação de Grey Town para junto de sua filha
Belle : a filha de Margot, cozinheira de Gray Town. Ela está vestida como uma pequena indiazinha e sempre se volta para o protagonista adicionando um "S" final na pronúncia do nome. Triste com a remoção temporária de sua mãe, ele tenta alcançá-la na cidade, operando a locomotiva da estrada de ferro e seriamente colocando em risco a sua própria segurança e a de Candy, que fez um esforço terrível para conseguir salva-la. Após momentos de pura tensão, felizmente a garota consegue frear a locomotiva, evitando o pior.
Ben : um trabalhador no pátio da estrada de ferro , ele está gravemente ferido, quando Candy e Dr. Kerry chegam no local e o opera imediatamente. A intervenção é bem sucedida e o homem é salvo
Sr. Nelson : chefe irascível de Grey Town. Ele gosta muito de seu cachorro, McKinley. Só muda um pouco seu jeito de ser depois que o animal é tratado com sucesso por Arthur Kerry e Candy. Para evitar que ela passar por uma transferência adicional para o Alasca, ele decide “demiti-la” com antecedência.: No final, não será necessário porque o trabalho da construção da ferrovia termina antes do prazo e a influencia de Archie Cornwell irá assegurar que ela possa voltar às suas funções normais no hospital de Santa Joanna. 
Dra. Elise Kerry : Médico voluntário do pátio ferroviário de Gray Town, irmã gêmea do procurado Arthur Kerry. Acontece que ela e o Dr. Martin eram colegas de universidade. Inicialmente é forçado a passar por um homem, por causa da desconfiança demonstrada pelos trabalhadores contra as mulheres. 

## Episódios
Os títulos aqui apresentados em português, são uma tradução a partir do original em japonês:
- Fonte:[13]

1. 投げなわ上手のすてきな子	A rapariga fantástica com jeito para o lasso
2. 飛び出せ！ふたりで冒険	Vamos voar! Aventura a duas
3. さようならをはこぶ馬車	Adeus carruagem que te leva
4. 笑顔の方がかわいいよ！	Ficas mais bonita a sorrir!
5. 今日からお嬢さま？	        A partir de hoje menina de família?
6. バラの門で逢った人	        O príncipe da Colina
7. お上品に見えるかしら？	Serei capaz de ser elegante?
8. しあわせを呼ぶ招待状	Um convite à felicidade
9. あの人と逢えた舞踏会	Um baile junto com ele
10. 馬小屋のお嬢さま	        A menina da cavalariça
11. 心をつなぐ小さなリボン 	Laço no coração
12. バラの薫る誕生日    	Aniversário com perfume de rosas
13. ひとりぽっちが三人   	Os três solitários
14. 春風いっぱい大きな木 	Vento primaveril na grande árvore
15. しあわせを奪う決定   	A decisão que roubou a felicidade
16. 知らない国への旅立ち 	Viagem a um país desconhecido
17. はるかわ渇いた荒野で 	Deserto selvagem
18. 運命をみちびく十字架  	O crucifixo do destino
19. 苦しみの旅の果てに  	A viagem dolorosa chega ao fim
20. 夢のようにしあわせな私	Felicidade de sonho
21. 友情を伝える鳩      	A pomba da amizade
22. 負けないでアンソニー！	Não desistas, Anthony!
23. はじめてのデイト     	O primeiro encontro
24. 私のアンソニー      	O meu Anthony
25. 哀しみを越えて明日へ 	Rumo ao amanhã, para esquecer a tristeza
26. お父さんの木は知っている	A sábia árvore-pai
27. 天使のプレゼント     	Presente dos anjos
28. 深すぎる心の傷あと   	Após a ferida profunda no coração
29. 希望への船出       	Navegando para a esperança
30. 愛は荒波を超えて    	Deixar o amor num mar tempestuoso
31. 古い都の新しい日    	Novos dias na velha capital
32. 牢獄の中のポニーの丘 	A Colina da Pony dentro da prisão
33. しわのある新入生    	A nova aluna cheia de problemas
34. 裏がえしの封筒      	Um envelope do avesso
35. すてきな日曜日      	Fantástico domingo
36. よみがえった微笑み   	Reviver um sorriso
37. ふしぎなめぐり逢い   	Encontro misterioso
38. テリュースの秘密    	O segredo de Terrence
39. 怒りをかった宝物     	O tesouro da discórdia
40. 反省室は出入り自由  	Sair e entrar à vontade do quarto da reflexão
41. 学園祭りの妖精     	A fada do festival do colégio
42. 真夜中のピクニック   	Piquenique à meia-noite
43. 湖畔のサマースクール 	Escola de Verão à beira do lago
44. 母と子の絆         	Laços entre mãe e filho
45. 二人でホワイトパーティー	Festa branca a dois
46. 夏のおわりのときめき  	Emoção no fim do Verão
47. イライザの黒い罠     	A armadilha negra de Eliza
48. 冷たく厚い壁の中で   	Entre paredes espessas e frias
49. テリュースの決意    	A decisão de Terrence
50. 朝もやの中の旅立ち  	Viagem pela neblina matinal
51. 港への遠い道       	O longo caminho para o porto
52. 馬小屋で見る星     	Vendo as estrelas na cavalariça
53. マウント・ロドニの夜明け	Alvorada em Mount Rodney
54. 夜霧のサザンプトン港  	O porto de Southampton no nevoeiro nocturno
55. ふたりの密航者      	Os dois passageiros clandestinos
56. 嵐の海の彼方に     	Do mar tempestuoso para ti
57. 港の見える窓       	Janela com vista para o porto
58. 銀世界の故郷     	A minha casa num mundo prateado
59. おてんば一日先生  	Maria-rapaz professora por um dia
60. 心に響くたくましい足音	Som de passos que vibram no coração
61. うぶ声は銀嶺にこだまして	Ecos de vozes puras na montanha nevada
62. 新しい道への汽笛  	Apito de um novo caminho
63. 町で会ったお婆ちゃん	Encontro com uma velhota na cidade
64. 白衣の天使はオッチョコチョイ	O anjo de bata branca é trapalhão
65. 笑顔で看護      	Enfermagem com um sorriso
66. 夢の大おじさま    	O tio dos sonhos
67. その人はどこに    	Onde está ele?
68. 春に散る花       	Primavera cheia de flores
69. 想い出の白いバラ  	Rosa branca das recordações
70. かわいい花嫁さん  	Linda noiva
71. 丘の上のマドロスさん	Sr. Madros da colina
72. 特別室の少女     	A menina do quarto especial
73. テリュースのうわさ  	Rumores sobre Terrence
74. 大都会の病院へ   	Rumo ao Hospital da cidade grande
75. 大おじさまの館    	A mansão do Tio
76. 想い出を呼ぶ小さな家	A casinha das recordações
77. 危険なガーデンパーティ	Uma perigosa 'garden party'
78. テリュースのメロディ 	A melodia de Terrence
79. スポットライトの陰で 	Sob a sombra dos projectores
80. つかのまの再会   	Reencontro fugaz
81. 顔のないテリュース 	Terrence sem face
82. 心に咲く花       	Uma flor que nasce no coração
83. トランプをする幽霊  	O fantasma jogador de cartas
84. 白衣に忍びよる戦争の影	A sombra da guerra infiltra-se nas batas brancas
85. 愛と憎しみの家族  	Família de amor e ódio
86. 過去を忘れた人    	A pessoa que esqueceu o passado
87. ふたりの試練     	Julgamento a dois
88. 大空にはばたく日  	Um dia flutuando no céu
89. 消えたアルバートさん	Albert desapareceu
90. 町はずれの小さな白	Pequeno castelo nos subúrbios
91. 遠くて近い人      	Distante pessoa próxima
92. 愛のショック療法   	Tratamento de choque para o amor
93. しわのあるキューピッド	Cupido com defeito
94. 旅の道ずれ      	Companheiro de viagem
95. 美しいライバル    	A bela rival
96. 片道キップの招待状 	Convite com bilhete só de ida
97. 夢にまでみた再会  	Um reencontro sonhado
98. 胸さわぐ開会のベル 	Toque de início de função que vibra no peito
99. 雪の日の別れ     	Esquecimento no dia de neve
100. 哀しみのプラットホーム	Cais triste
101. かすかな記憶の糸  	O vago fio da memória
102. ポニーの丘の十字架	O crucifixo da colina da Pony
103. 命がけの遠い旅   	Longa viagem sob risco de vida
104. 天使のいらない診療所	Clínica sem anjos
105. やさしい逃亡者    	Simpático fugitivo
106. もうひとりの殺人犯  	Mais um assassino
107. 特別メニューは百人前	Ementa especial para 100 pessoas
108. 谷間にとどろく歓声 	Grito de alegria que ruge no vale
109. 小さなカウボーイの涙	As lágrimas do pequeno cowboy
110. 迷惑な恋        	Amor problemático
111. よみがえった遠い日々	Longínquos dias retornam
112. それぞれの愛の行方	Cada amor no seu lugar
113. 去行く人         	Uma pessoa vinda do passado
114. 大おじさまに会える日	O dia do encontro com o Tio
115. ポニーの丘は花さがり	As flores pairam na colina da Pony